# Hertha Berliner Sport-Club 1978-1979
Questa voce raccoglie le informazioni riguardanti l'Hertha Berliner Sport-Club nelle competizioni ufficiali della stagione 1978-1979.

## Stagione
Nella stagione 1978-1979 l'Hertha Berlino, allenato da Kuno Klötzer, concluse il campionato di Bundesliga al 14º posto. In Coppa di Germania l'Hertha Berlino perse la finale con dal Fortuna Düsseldorf. In Coppa UEFA l'Hertha Berlino fu eliminato in semifinale dal Stella Rossa.

## Rosa
| N. |                     | Ruolo | Calciatore           |
| -- | ------------------- | ----- | -------------------- |
|    | Germania (bandiera) | P     | Norbert Nigbur       |
|    | Germania (bandiera) | P     | Manfred Werner       |
|    | Germania (bandiera) | D     | Holger Brück         |
|    | Germania (bandiera) | D     | Jürgen Diefenbach    |
|    | Germania (bandiera) | D     | Hans-Joachim Förster |
|    | Germania (bandiera) | D     | Uwe Kliemann         |
|    | Germania (bandiera) | D     | Michael Sziedat      |
|    | Germania (bandiera) | D     | Hans Weiner          |
|    | Germania (bandiera) | C     | Erich Beer           |

| N. |                      | Ruolo | Calciatore          |
| -- | -------------------- | ----- | ------------------- |
|    | Germania (bandiera)  | C     | Rainer Blechschmidt |
|    | Germania (bandiera)  | C     | Dieter Nüssing      |
|    | Danimarca (bandiera) | C     | Ole Rasmussen       |
|    | Germania (bandiera)  | C     | Wolfgang Sidka      |
|    | Danimarca (bandiera) | A     | Henrik Agerbeck     |
|    | Germania (bandiera)  | A     | Dietmar Krämer      |
|    | Germania (bandiera)  | A     | Jürgen Milewski     |
|    | Germania (bandiera)  | A     | Thomas Remark       |
|    | Germania (bandiera)  | A     | Michael Toppel      |

## Organigramma societario
Area tecnica
- Allenatore: Kuno Klötzer
- Allenatore in seconda: Hans Eder
- Preparatore dei portieri:
- Preparatori atletici:

## Calciomercato

### Sessione estiva
| Acquisti | Acquisti            | Acquisti            | Acquisti |
| R.       | Nome                | da                  | Modalità |
| -------- | ------------------- | ------------------- | -------- |
| A        | Henrik Agerbeck     | KB                  |          |
| C        | Rainer Blechschmidt | Kickers Offenbach   |          |
| A        | Jürgen Milewski     | Hannover 96         |          |
| A        | Thomas Remark       | Röchling Völklingen |          |

| Cessioni | Cessioni          | Cessioni        | Cessioni |
| R.       | Nome              | a               | Modalità |
| -------- | ----------------- | --------------- | -------- |
| A        | Erwin Albert      | KSK Beveren     |          |
| A        | Gerhard Grau      | Hessen Kassel   |          |
| C        | Heinz Gründel     | Thor Waterschei |          |
| C        | Jørgen Kristensen | Chicago Sting   |          |
| A        | Wolfgang Zink     | Thor Waterschei |          |

### Sessione invernale
| Acquisti | Acquisti | Acquisti | Acquisti |
| R.       | Nome     | da       | Modalità |
| -------- | -------- | -------- | -------- |

| Cessioni | Cessioni            | Cessioni         | Cessioni |
| R.       | Nome                | a                | Modalità |
| -------- | ------------------- | ---------------- | -------- |
| C        | Bernd Gersdorff     | S.J. Earthquakes |          |
| A        | Karl-Heinz Granitza | Chicago Sting    |          |

## Risultati

### Bundesliga

#### Girone di andata
| Darmstadt 12 agosto 1978, ore 15:30 CEST 1ª giornata | Darmstadt | 0 – 0 referto | Hertha Berlino | Stadion am Böllenfalltor (25 000 spett.)\| Arbitro: \| Hennig \| |
| Arbitro:                                             | Hennig    |               |                |                                                                  |

| Arbitro: | Roth |

|  |           |                                              |
|  | Marcatori | 70’ (aut.) Kliemann 79’ Toppmöller 88’ Neues |

| Arbitro: | Waltert |

|                                         |           |                  |
| Kliemann 29’ (aut.) Weyerich 75’ (rig.) | Marcatori | 87’ (rig.) Brück |

| Arbitro: | Walz |

|                                 |           |            |
| Beer 26’, 41’, 63’ Agerbeck 60’ | Marcatori | 75’ Allofs |

| Arbitro: | Kindervater |

|                                       |           |                  |
| Magath 17’ Bertl 29’ Hartwig 70’, 84’ | Marcatori | 52’ (rig.) Brück |

| Arbitro: | Dölfel |

|                                        |           |  |
| Beer 22’, 57’ Gersdorff 37’ Weiner 74’ | Marcatori |  |

| Arbitro: | Engel |

|                            |           |                          |
| Dietz 25’, 62’ Büssers 84’ | Marcatori | 55’ Sidka 66’ Diefenbach |

| Arbitro: | Frickel |

|              |           |             |
| Granitza 73’ | Marcatori | 6’ Bittcher |

| Arbitro: | Eschweiler |

|                          |           |                       |
| Hölzenbein 10’ Kraus 90’ | Marcatori | 22’ Beer 62’ Granitza |

| Arbitro: | Niemann |

|             |           |                             |
| Nüssing 50’ | Marcatori | 32’ Eilenfeldt 81’ Schröder |

| Arbitro: | Burgers |

|            |           |               |
| Müller 54’ | Marcatori | 51’ Gersdorff |

| Arbitro: | Klauser |

|          |           |  |
| Beer 89’ | Marcatori |  |

| Arbitro: | Risse |

|                      |           |              |
| Gersdorff 10’ (aut.) | Marcatori | 79’ Milewski |

| Arbitro: | Walz |

|                     |           |                   |
| Tenhagen 24’ (aut.) | Marcatori | 75’ (rig.) Lameck |

| Berlino 25 novembre 1978, ore 15:30 CET 15ª giornata | Hertha Berlino | 0 – 0 referto | Stoccarda | Stadio Olimpico (16 500 spett.)\| Arbitro: \| Kindervater \| |
| Arbitro:                                             | Kindervater    |               |           |                                                              |

| Arbitro: | Stäglich |

|  |           |              |
|  | Marcatori | 8’ Gersdorff |

| Arbitro: | Quindeau |

|  |           |                         |
|  | Marcatori | 23’ Okudera 51’ Neumann |

#### Girone di ritorno
| Arbitro: | Redelfs |

|             |           |  |
| Nüssing 35’ | Marcatori |  |

| Arbitro: | Joos |

|                                      |           |  |
| Toppmöller 39’ Meier 60’ Pirrung 89’ | Marcatori |  |

| Arbitro: | Eschweiler |

|                                          |           |                |
| Beer 13’, 84’ Brück 31’ Blechschmidt 39’ | Marcatori | 87’ Berkemeier |

| Arbitro: | Schmoock |

|                                            |           |              |
| Seel 17’ Schmitz 64’ Zimmermann 67’ (rig.) | Marcatori | 34’ Agerbeck |

| Arbitro: | Burgers |

|          |           |                              |
| Beer 76’ | Marcatori | 13’, 82’ Keegan 65’ Memering |

| Arbitro: | Roth |

|                                       |           |  |
| Burgsmüller 15’ Geyer 49’ Lippens 75’ | Marcatori |  |

| Arbitro: | Ross |

|           |           |  |
| Brück 63’ | Marcatori |  |

| Arbitro: | Dölfel |

|             |           |           |
| Fischer 56’ | Marcatori | 67’ Brück |

| Arbitro: | Hennig |

|                                         |           |                   |
| Krämer 28’, 63’ Agerbeck 32’ Weiner 34’ | Marcatori | 37’ (rig.) Lorant |

| Bielefeld 14 aprile 1979, ore 15:30 CEST 27ª giornata | Arminia Bielefeld | 0 – 0 referto | Hertha Berlino | Bielefelder Alm (22 000 spett.)\| Arbitro: \| Treib \| |
| Arbitro:                                              | Treib             |               |                |                                                        |

| Arbitro: | Hontheim |

|          |           |              |
| Beer 28’ | Marcatori | 45’ Breitner |

| Arbitro: | Aldinger |

|  |           |                             |
|  | Marcatori | 17’ (aut.) Hannes 90’ Sidka |

| Arbitro: | Assenmacher |

|  |           |                      |
|  | Marcatori | 3’ Wunder 69’ Dreßel |

| Arbitro: | Meuser |

|            |           |  |
| Oswald 14’ | Marcatori |  |

| Arbitro: | Stäglich |

|                                     |           |  |
| Müller 33’ Ohlicher 86’ Förster 89’ | Marcatori |  |

| Arbitro: | Schmoock |

|                       |           |                         |
| Beer 13’ Milewski 67’ | Marcatori | 30’ Handschuh 36’ Grobe |

| Arbitro: | Dreher |

|                                                  |           |            |
| Zimmermann 47’ (rig.) Okudera 78’ Littbarski 90’ | Marcatori | 52’ Krämer |

### Coppa di Germania
| Arbitro: | Aldinger |

|  |           |                          |
|  | Marcatori | 104’ Gersdorff 117’ Beer |

| Arbitro: | Linn |

|                    |           |               |
| Seubert 25’ (rig.) | Marcatori | 72’ Gersdorff |

| Arbitro: | Roth |

|                     |           |  |
| Beer 85’ Remark 90’ | Marcatori |  |

| Arbitro: | Aldinger |

|                               |           |  |
| Gersdorff 52’ (rig.) Beer 87’ | Marcatori |  |

| Arbitro: | Luca |

|                         |           |  |
| Brück 113’, 116’ (rig.) | Marcatori |  |

| Arbitro: | Niemann |

|                                                            |           |             |
| Milewski 5’, 57’, 72’ Agerbeck 23’ Kliemann 26’ Remark 76’ | Marcatori | 42’ Raschid |

| Arbitro: | Ahlenfelder |

|                       |           |            |
| Beer 58’ Milewski 87’ | Marcatori | 48’ Pezzey |

| Arbitro: | Linn |

|           |           |  |
| Seel 116’ | Marcatori |  |

### Coppa UEFA
| Berlino 13 settembre 1978 Primo turno | Hertha Berlino | 0 – 0 referto | Trakia Plovdiv | Stadio Olimpico (4 500 spett.)\| Arbitro: \| Hunting \| |
| Arbitro:                              | Hunting        |               |                |                                                         |

| Arbitro: | Baumann |

|             |           |                   |
| Slavkov 49’ | Marcatori | 23’, 44’ Granitza |

| Arbitro: | Vlajić |

|                          |           |  |
| Nüssing 42’ Granitza 63’ | Marcatori |  |

| Arbitro: | Mattsson |

|               |           |  |
| Šengelija 57’ | Marcatori |  |

| Arbitro: | Suchanek |

|                                 |           |             |
| Hansen 12’ (rig.) Jespersen 48’ | Marcatori | 6’ Milewski |

| Arbitro: | Fausek |

|                            |           |  |
| Milewski 3’, 25’, 32’, 54’ | Marcatori |  |

| Arbitro: | Thime |

|             |           |          |
| Nüssing 50’ | Marcatori | 45’ Pelc |

| Arbitro: | Foote |

|            |           |                           |
| Nehoda 21’ | Marcatori | 32’ Agerbeck 57’ Milewski |

| Arbitro: | Ponnet |

|          |           |  |
| Savić 7’ | Marcatori |  |

| Arbitro: | Lattanzi |

|                   |           |            |
| Beer 2’ Sidka 18’ | Marcatori | 74’ Šestić |

## Statistiche

### Statistiche di squadra
| Competizione      | Punti | In casa | In casa | In casa | In casa | In casa | In casa | In trasferta | In trasferta | In trasferta | In trasferta | In trasferta | In trasferta | Totale | Totale | Totale | Totale | Totale | Totale | DR  |
| Competizione      | Punti | G       | V       | N       | P       | Gf      | Gs      | G            | V            | N            | P            | Gf           | Gs           | G      | V      | N      | P      | Gf     | Gs     | DR  |
| ----------------- | ----- | ------- | ------- | ------- | ------- | ------- | ------- | ------------ | ------------ | ------------ | ------------ | ------------ | ------------ | ------ | ------ | ------ | ------ | ------ | ------ | --- |
| Bundesliga        | 29    | 17      | 7       | 5       | 5       | 26      | 20      | 17           | 2            | 6            | 9            | 14           | 30           | 34     | 9      | 11     | 14     | 40     | 50     | -10 |
| Coppa di Germania | -     | 5       | 5       | 0       | 0       | 14      | 2       | 3            | 1            | 1            | 1            | 3            | 2            | 8      | 6      | 1      | 1      | 17     | 4      | +13 |
| Coppa UEFA        | -     | 5       | 3       | 2       | 0       | 9       | 2       | 5            | 2            | 0            | 3            | 5            | 6            | 10     | 5      | 2      | 3      | 14     | 8      | +6  |
| Totale            | 29    | 27      | 15      | 7       | 5       | 49      | 24      | 25           | 5            | 7            | 13           | 22           | 38           | 52     | 20     | 14     | 18     | 71     | 62     | +9  |

### Andamento in campionato
| Giornata  | 1  | 2  | 3  | 4  | 5  | 6  | 7  | 8  | 9  | 10 | 11 | 12 | 13 | 14 | 15 | 16 | 17 | 18 | 19 | 20 | 21 | 22 | 23 | 24 | 25 | 26 | 27 | 28 | 29 | 30 | 31 | 32 | 33 | 34 |
| --------- | -- | -- | -- | -- | -- | -- | -- | -- | -- | -- | -- | -- | -- | -- | -- | -- | -- | -- | -- | -- | -- | -- | -- | -- | -- | -- | -- | -- | -- | -- | -- | -- | -- | -- |
| Luogo     | T  | C  | T  | C  | T  | C  | T  | C  | T  | C  | T  | C  | T  | C  | C  | T  | C  | C  | T  | C  | T  | C  | T  | C  | T  | C  | T  | C  | T  | C  | T  | T  | C  | T  |
| Risultato | N  | P  | P  | V  | P  | V  | P  | N  | N  | P  | N  | V  | N  | N  | N  | V  | P  | V  | P  | V  | P  | P  | P  | V  | N  | V  | N  | N  | V  | P  | P  | P  | N  | P  |
| Posizione | 10 | 16 | 17 | 14 | 16 | 13 | 13 | 12 | 13 | 14 | 16 | 12 | 12 | 12 | 14 | 9  | 13 | 11 | 11 | 11 | 12 | 15 | 16 | 15 | 14 | 11 | 11 | 10 | 9  | 10 | 10 | 13 | 13 | 14 |

Legenda:

Luogo: C = Casa; T = Trasferta. Risultato: V = Vittoria; N = Pareggio; P = Sconfitta.

### Statistiche dei giocatori
| Giocatore       | Bundesliga | Bundesliga | Bundesliga  | Bundesliga | Coppa di Germania | Coppa di Germania | Coppa di Germania | Coppa di Germania | Coppa UEFA | Coppa UEFA | Coppa UEFA  | Coppa UEFA | Totale   | Totale | Totale      | Totale     |
| Giocatore       | Presenze   | Reti       | Ammonizioni | Espulsioni | Presenze          | Reti              | Ammonizioni       | Espulsioni        | Presenze   | Reti       | Ammonizioni | Espulsioni | Presenze | Reti   | Ammonizioni | Espulsioni |
| --------------- | ---------- | ---------- | ----------- | ---------- | ----------------- | ----------------- | ----------------- | ----------------- | ---------- | ---------- | ----------- | ---------- | -------- | ------ | ----------- | ---------- |
| H. Agerbeck     | 26         | 3          | 0           | 0          | 6                 | 1                 | 0                 | 0                 | 5          | 1          | 0           | 0          | 37       | 5      | 0           | 0          |
| E. Beer         | 29         | 12         | 0           | 0          | 8                 | 4                 | 0                 | 0                 | 9          | 1          | 0           | 0          | 46       | 17     | 0           | 0          |
| R. Blechschmidt | 17         | 1          | 0           | 0          | 2                 | 0                 | 0                 | 0                 | 4          | 0          | 0           | 0          | 23       | 1      | 0           | 0          |
| H. Brück        | 34         | 5          | 3           | 0          | 8                 | 2                 | 0                 | 0                 | 10         | 0          | 0           | 0          | 52       | 7      | 3           | 0          |
| J. Diefenbach   | 22         | 1          | 4           | 0          | 4                 | 0                 | 0                 | 0                 | 7          | 0          | 0           | 0          | 33       | 1      | 4           | 0          |
| H. Förster      | 4          | 0          | 0           | 0          | 0                 | 0                 | 0                 | 0                 | 3          | 0          | 0           | 0          | 7        | 0      | 0           | 0          |
| B. Gersdorff    | 22         | 3          | 4           | 0          | 4                 | 3                 | 0                 | 0                 | 6          | 0          | 0           | 0          | 32       | 6      | 4           | 0          |
| K. Granitza     | 15         | 2          | 1           | 0          | 3                 | 0                 | 0                 | 0                 | 6          | 3          | 0           | 0          | 24       | 5      | 1           | 0          |
| U. Kliemann     | 24         | 0          | 5           | 0          | 6                 | 1                 | 1                 | 0                 | 5          | 0          | 0           | 0          | 35       | 1      | 6           | 0          |
| D. Krämer       | 21         | 3          | 0           | 0          | 4                 | 0                 | 0                 | 0                 | 4          | 0          | 0           | 0          | 29       | 3      | 0           | 0          |
| J. Milewski     | 21         | 2          | 1           | 0          | 7                 | 4                 | 0                 | 0                 | 7          | 6          | 0           | 0          | 35       | 12     | 1           | 0          |
| N. Nigbur       | 34         | 0          | 0           | 0          | 8                 | 0                 | 0                 | 0                 | 10         | 0          | 0           | 0          | 52       | 0      | 0           | 0          |
| D. Nüssing      | 33         | 2          | 1           | 0          | 8                 | 0                 | 0                 | 0                 | 10         | 2          | 0           | 0          | 51       | 4      | 1           | 0          |
| O. Rasmussen    | 24         | 0          | 1           | 0          | 7                 | 0                 | 0                 | 0                 | 6          | 0          | 0           | 0          | 37       | 0      | 1           | 0          |
| T. Remark       | 11         | 0          | 0           | 0          | 4                 | 2                 | 0                 | 0                 | 2          | 0          | 0           | 0          | 17       | 2      | 0           | 0          |
| W. Sidka        | 24         | 2          | 1           | 0          | 5                 | 0                 | 0                 | 0                 | 4          | 1          | 0           | 0          | 33       | 3      | 1           | 0          |
| M. Sziedat      | 32         | 0          | 2           | 0          | 8                 | 0                 | 1                 | 0                 | 9          | 0          | 0           | 0          | 49       | 0      | 3           | 0          |
| M. Toppel       | 2          | 0          | 0           | 0          | 0                 | 0                 | 0                 | 0                 | 0          | 0          | 0           | 0          | 2        | 0      | 0           | 0          |
| H. Weiner       | 33         | 2          | 1           | 0          | 8                 | 0                 | 0                 | 0                 | 9          | 0          | 0           | 0          | 50       | 2      | 1           | 0          |
| M. Werner       | 0          | 0          | 0           | 0          | 0                 | 0                 | 0                 | 0                 | 0          | 0          | 0           | 0          | 0        | 0      | 0           | 0          |